# 湾城站
湾城站是一个京沪线上的铁路车站，位于江苏省常州市武进区丁堰街道湾城村。建于1944年。2003年12月23日9点30分开始，上海铁路局撤销苏州车务段，湾城站划归为无锡直属站。2009年车站并入常州东场。邮政编码为213013。目前客运：办理旅客乘降；行李、包裹托运；货运：仅办理专用线、专用铁道整车货物发到。